# ATC-kod C01: Medel vid hjärtsjukdomar
ATC-kod C01: Medel vid hjärtsjukdomar är en del av klassificeringssystemet ATC (Anatomical Therapeutic Chemical Classification System) för läkemedel och vissa andra medicinska produkter. ATC utvecklas av WHO och består av alfanumeriska koder indelade i grupper utifrån anatomi, medicinsk funktion och läkemedelstyp på 5 olika kodnivåer. Denna sida utgör innehållet i en specifik grupp på nivå 2.

## C01A Hjärtglykosider

### C01AA Digitalisglykosider
C01AA01 Acetyldigitoxin
C01AA02 Acetyldigoxin
C01AA03 Digitalisblad
C01AA04 Digitoxin
C01AA05 Digoxin
C01AA06 Lanatosid C
C01AA07 Deslanosid
C01AA08 Metyldigoxin
C01AA09 Gitoformat
C01AA52 Acetyldigoxin, kombinationer

### C01AB Sjölöksglykosider
C01AB01 Proscillaridin
C01AB51 Proscillaridin, kombinationer

### C01AC Strofantus glykosider
C01AC01 G-strofantin
C01AC03 Cymarin

### C01AX Övriga hjärtglykosider
C01AX02 Peruvosid
C01AX70 Övriga hjärtglykosider

## C01B Antiarytmika

### C01BA Antiarytmika klass IA
C01BA01 Kinidin
C01BA02 Prokainamid
C01BA03 Disopyramid
C01BA04 Spartein
C01BA05 Ajmalin
C01BA08 Prajmal
C01BA12 Loraj
C01BA51 Kinidin, kombinationer
C01BA71 Kinidin, kombinationer

### C01BB Antiarytmika klass IB
C01BB01 Lidokain
C01BB02 Mexiletin
C01BB03 Tokainid
C01BB04 Aprindin

### C01BC Antiarytmika klass IC
C01BC03 Propafenon
C01BC04 Flekainid
C01BC07 Lorkainid
C01BC08 Enkainid

### C01BD Antiarytmika klass III
C01BD01 Amiodaron
C01BD02 Bretyl
C01BD03 Bunaftin
C01BD04 Dofetilid
C01BD05 Ibutilid

### C01BG Övriga antiarytmika klass 1
C01BG01 Moracizin
C01BG07 Cibensolin

## C01C Hjärtstimulerande medel, exklusive hjärtglykosider

### C01CA Adrenerga och dopaminerga medel
C01CA01 Etilefrin
C01CA02 Isoprenalin
C01CA03 Noradrenalin
C01CA04 Dopamin
C01CA05 Norfenefrin
C01CA06 Fenylefedrin
C01CA07 Dobutamin
C01CA08 Oxedrin
C01CA09 Metaraminol
C01CA10 Metoxamin
C01CA11 Mefentermin
C01CA12 Dimetofrin
C01CA13 Prenalterol
C01CA14 Dopexamin
C01CA15 Gepefrin
C01CA16 Ibopamin
C01CA17 Midodrin
C01CA18 Oktopamin
C01CA19 Fenoldopam
C01CA21 Cafedrin
C01CA22 Arbutamin
C01CA23 Teodrenalin
C01CA24 Adrenalin
C01CA30 Kombinationer
C01CA51 Etilefrin, kombinationer

### C01CE Fosfodiesterashämmare
C01CE01 Amrinon
C01CE02 Milrinon
C01CE03 Enoximon
C01CE04 Bukladesin

### C01CX Övriga hjärtstimulerande medel
C01CX06 Angiotensinamid
C01CX07 Xamoterol
C01CX08 Levosimendan

## C01D Kärlvidgande medel för hjärtsjukdomar

### C01DA Organiska nitrater
C01DA02 Glycerylnitrat
C01DA04 Metylpropylpropandioldinitrat
C01DA05 Pentaeritrityltetranitrat
C01DA07 Propatylnitrat
C01DA08 Isosorbiddinitrat
C01DA09 Trolnitrat
C01DA13 Erytritoltetranitrat
C01DA14 Isosorbidmononitrat
C01DA20 Organiska nitrater, kombinationer
C01DA38 Tenitramin
C01DA52 Glyceryltrinitrat, kombinationer
C01DA54 Metylpropylpropandioldinitrat, kombinationer
C01DA55 Pentaeritrityltetranitrat, kombinationer
C01DA57 Propatylnitrat, kombinationer
C01DA58 Isosorbiddinitrat, kombinationer
C01DA59 Trolnitrat, kombinationer
C01DA63 Erytritoltetranitrat, kombinationer
C01DA70 Organiska nitrater i kombination med psykoleptika

### C01DB Kärlvidgande kinoloner
C01DB01 Flosekvinan

### C01DX Övriga kärlvidgande medel för hjärtsjukdomar
C01DX01 Itramintosilat
C01DX02 Prenylamin
C01DX03 Oxifedrin
C01DX04 Bensiodaron
C01DX05 Karbocromen
C01DX06 Hexobendin
C01DX07 Etafenon
C01DX08 Heptaminol
C01DX09 Imolamin
C01DX10 Dilazep
C01DX11 Trapidil
C01DX12 Molsidomin
C01DX13 Efloxat
C01DX14 Cinepazet
C01DX15 Cloridarol
C01DX16 Nicorandil
C01DX18 Linsidomine
C01DX19 Nesiritid
C01DX51 Itramintosilat, kombinationer
C01DX52 Prenylamin, kombinationer
C01DX53 Oxyfedrin, kombinationer
C01DX54 Bensiodaron, kombinationer

## C01E Övriga medel vid hjärtsjukdomar

### C01EAProstaglandiner
C01EA01 Alprostadil

### C01EB Övriga medel vid hjärtsjukdomar
C01EB02 Kamfer
C01EB03 Indometacin
C01EB04 Crataegus-glykosider
C01EB05 Kreatinolfosfat
C01EB06 Fosfokreatin
C01EB07 Fruktos-1,6-difosfat
C01EB09 Ubidekarenon
C01EB10 Adenosin
C01EB11 Tiracizin
C01EB12 Tedisamil
C01EB13 Acadesin
C01EB15 Trimetazidin
C01EB16 Ibuprofen
C01EB17 Ivabradin
C01EB18 Ranolazin

### Engelska
- WHO Collaborating Centre for Drug Statistics Methodology - ATC Index
- WHO Collaborating Centre for Drug Statistics Methodology - ATCvet Index

### Svenska
- SIL online
- FASS.se - ATC
- FASS.se - Veterinär-ATC
- Sök läkemedelsfakta - Läkemedelsverket
- Socialstyrelsen : Klassifikationer
- Nationellt produktregister för läkemedel - NPL